# Monument de Cadoudal
Pour les articles homonymes, voir Cadoudal.
Le monument de Cadoudal est un mausolée érigé en mémoire de Georges Cadoudal et situé dans la commune d'Auray dans le département du Morbihan en région Bretagne. 

## Description
Édifice de style néo-classique, le monument est surélevé et entouré de terre rapportée soutenue par un muret. Son plan est circulaire ; il est couvert par une coupole surmontée d'un lanterneau. À l'intérieur, un retable en bois du XVIIIe siècle provenant de la chapelle de Gouberville, repose sur un soubassement réalisé en 1905.

## Historique
L'édifice a été exécuté par Pierre-Marie Lussault en 1830 grâce à une souscription royaliste. Édifié sur les ruines d'un monastère. Ce mausolée abrite les restes du général royaliste Georges Cadoudal, exécuté en 1804 sur ordre de Napoléon Bonaparte qu'il avait voulu renverser pour rétablir les Bourbons.

## Protection
L'ensemble constitué du monument, de l'escalier d'accès et des terrasses, fait l'objet d'un classement au titre des monuments historiques par arrêté du 8 mars 1982.